# 슬픈 미소
"슬픈 미소"는 1964년 공개된 대한민국의 영화이다.

## 배역
- 김진규
- 김지미
- 박암
- 윤인자
- 최지희
- 허장강
- 최남현
- 김신재
- 황정순
- 추석양